# Grace Marcon

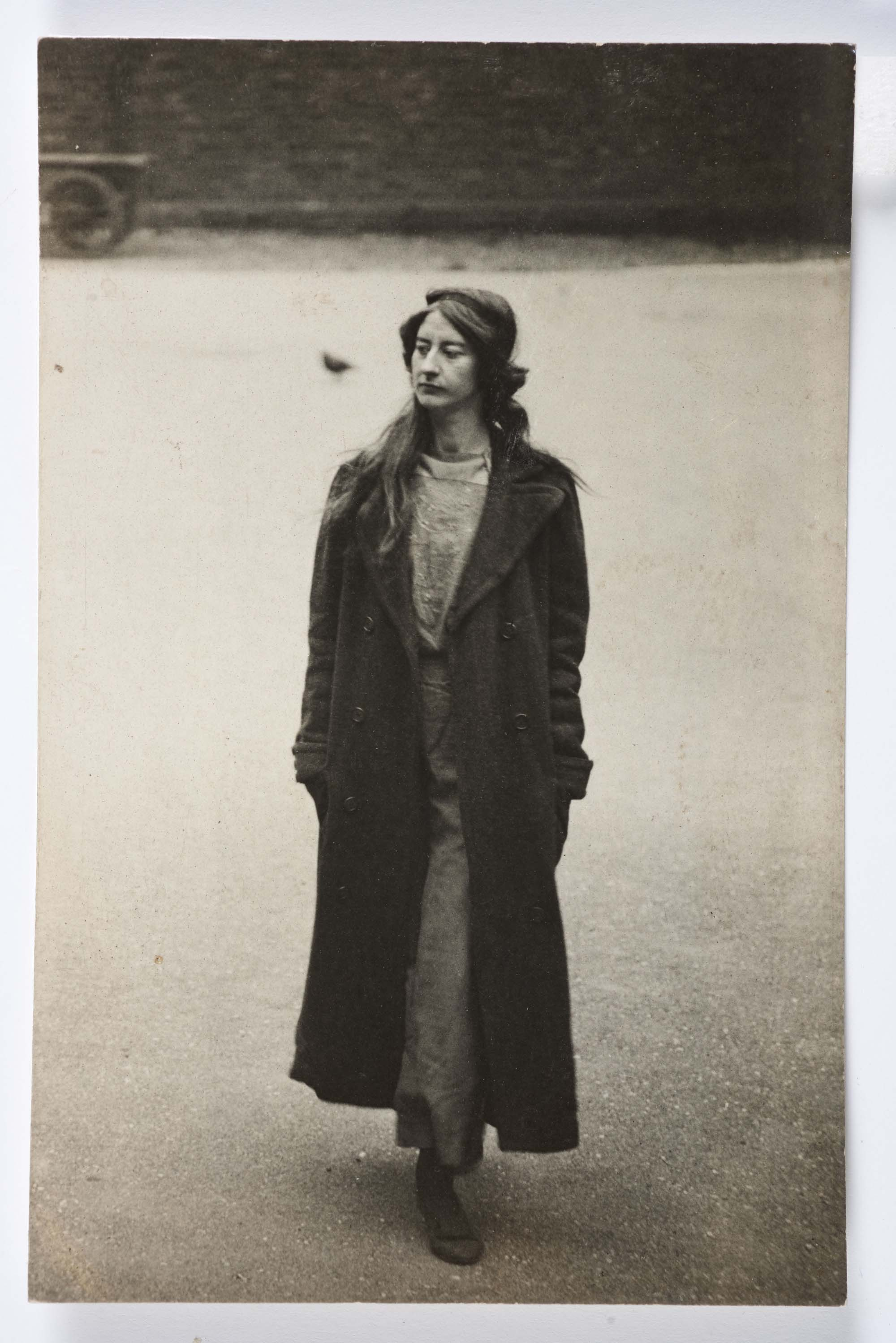
Überwachungsbild der inhaftierten Grace Marcon im Hof des Holloway Prison. Das Innenministerium gab ab 1913 verdeckte Aufnahmen von militanten Suffragetten in Auftrag. Solche Fotos wurden verwendet, um militante Suffragetten zu identifizieren, die versuchten, öffentliche Gebäude wie Museen oder Kunstgalerien zu betreten.

Grace Marcon, auch bekannt unter Frieda Graham (* 1889 in Erpingham, Norfolk; † 1965 in Oxford), war eine englisch-britische Suffragette. Sie beschädigte aus Protest fünf Gemälde in der National Gallery, darunter Giovanni Bellinis Orazione nell'orto („Jesus betet im Garten Getsemani“) und das Gentile Bellini zugeschriebene „Porträt eines Mathematikers“.

## Leben
Marcon wurde als Tochter von Sarah Marcon und dem Kanoniker Walter Marcon, der ab 1876 Pfarrer der Gemeinde Edgefield in Norfolk, geboren. Sie hatte zwei Geschwister, Walter Hubert und Edith. Zur Volkszählung 1911 war sie zu Hause in Norfolk. Marcon demonstrierte auf dem Markt von Norwich für die Suffragetten.
Sie wurde Suffragette und wurde nach einer Verhaftung im Jahr 1913 mit einer Auflage zur Wahrung des Friedens aus der Haft entlassen. Grund für ihre Verhaftung war eine Auseinandersetzung zwischen der Polizei und protestierenden Suffragetten unter der Führung von Sylvia Pankhurst. Das war im Mai 1913, und im Oktober stand sie wieder vor Gericht, weil sie wegen Behinderung und Körperverletzung angeklagt war. Marcon wurde zu einer zweimonatigen Haftstrafe im Holloway Prison verurteilt. Marcon wurde im Gefängnis zusammen mit anderen verhafteten Suffragetten heimlich fotografiert. Die Fotos dieser Frauen wurden dann an die Polizei weitergeleitet, um mögliche Anschläge durch die Frauen zu verhindern.
Im Jahr 1914 benutzte sie den Namen „Frieda Graham“ und wurde unter diesem Namen verhaftet, nachdem sie am 22. Mai 1914 mindestens fünf Gemälde in der National Gallery beschädigt hatte. Sie gab an, die Schäden aus Protest verursacht zu haben, weil der König sich geweigert hatte, eine Delegation von Frauen zu empfangen. Sie wurde inhaftiert und wieder freigelassen, als sie sich angeblich die Haare abgeschnitten hatte, während sie sich von einem Hungerstreik erholte. Marcon erhielt von der Women’s Social and Political Union (WSPU) wie viele andere inhaftierte Suffragetten eine Hungerstreik-Medaille zur Erinnerung an ihre Tapferkeit.
Während des Krieges arbeitete Marcon als Masseurin beim Roten Kreuz, und darüber lernte sie wohl auch Victor Scholey kennen. Scholey war Pressefotograf, und 1923 arbeitete sich Marcon quer durch Kanada, um ihn in Québec zu heiraten. 1926 war sie zurück in England und hatte einen Sohn. Sie stand immer noch in Kontakt mit Emmeline Pankhurst, und erst mit dem Representation of the People (Equal Franchise) Act 1928 erhielten alle Frauen das uneingeschränkte Wahlrecht. Marcon starb 1965 in Oxford und wurde in Edgefield beigesetzt.